# Frankenstein ili moderni Prometej
Frankenstein ili moderni Prometej (Frankenstein, or The Modern Prometeus), 1818., je roman engleske književnice Mary Shelley. Smatra se prvim djelom znanstvene fantastike i spekulativne fikcije uopće.

## Radnja romana
Radnja romana počinje kada kapetan Walton sa svojim brodom plovi po Arktičkom krugu. Brod je zarobljen u ledu. Tada kapetan sreće znanstvenika Victora Frankensteina. Victor priča Waltonu svoju priču. Kao mladi znanstvenik Victor napušta svoj dom u Ženevi u Švicarskoj i odlazi studirati medicinu u Njemačku. U jednom trenutku inspiracije, Victor pronalazi način kako da neživu tvar povrati u život. Potpuno opsjednut otkrićem, Viktor počinje od raznih dijelova mrtvaca slagati kreaturu koju namjerava oživjeti. Njegov je cilj da biće bude prekrasno, ali kada ga oživi razočaran je, jer biće je odvratno, preveliko i unakaženo. Užasnut, Victor napušta u bijegu prostoriju i zatvara vrata za sobom. Kada se vraća s ciljem da uništi stvorenje, ovo je već pobjeglo. Sljedećih nekoliko mjeseci Victor se oporavlja od iscrpljenosti, sve dok ne dobiva poruku od kuće da mu je ubijen brat. Odmah odlazi kući i kraj Geneve vidi stvorenje te je uvjeren da je ono ubilo njegovog brata. Po Victorovom dolasku kući, obiteljska sluškinja Justine je osumnjičena za to ubojstvo, osuđena i pogubljena.
Victor odlazi u planine i tu pronalazi čudovište, koje mu priča svoju priču. Čudovište je naučilo govoriti promatrajući jednu obitelj kroz rupu u zidu. Činio im je, skrivajući se, manja dobra djela, ali kada su ga ugledali, zgrozili su se nad njegovim izgledom. Tada su ga otjerali. Ljudi su ga tjerali gdje god su ga ugledali zbog njegovog odbojnog izgleda. Želeći osvetu, čudovište je došlo do Victorove kuće, ubilo mu brata i namjestilo zločin sluškinji Justine. Sada, čudovište želi od Victora samo jedno; moli ga da stvori još jedno čudovište, žensko, da ne bude sam.
Isprva, Victor pristaje. Kasnije, već napola napravljenu kreaturu uništava zgađen sam sobom i svojim djelom. Za osvetu, čudovište mu najprije ubije najboljeg prijatelja a zatim i Victorovu zaručnicu u prvoj bračnoj noći. Victor tada postaje lovac i proganja čudovište sve do Arktika. Tu umire, bez da ga je uspio ubiti. Čudovište pronalazi Victora mrtvog, i žali za sve što je učinio svom stvoritelju. Čudovište je odlučilo počiniti samoubojstvo, i odlazi.

### Pozadina nastanka romana
Roman Frankenstein ili moderni Prometej vjerojatno je inspiriran, prema naslovu, dramom Okovani Prometej, grčkog klasika Eshila. Lik čudovišta vjerojatno je inspiriran likom Sotone u drami Izgubljeni raj (Paradise Lost), književnika Johna Miltona. Frankenstein je alegorijska priča napisana u vrijeme Prve industrijske revolucije, vrijeme velikih znanstvenih otkrića. U pozadini znanstvenih otkrića Victora Frankensteina i njegove želje za vraćanjem mrtvoga u živo, time i moći koju ima samo Bog, nalazi se pitanje: Pa, postoji li veća moć od stvaranja života? Kada se čudovište pobuni protiv svog stvoritelja, to je jasna poruka da neodgovornost u korištenju suvremenih dostignuća i tehnologije može imati nesagledive posljedice.
Samo ime Frankenstein je vjerojatno preuzeto iz njemačkog sela Frankenstein (danas poljski gradić Zabkowice Slaskie). Na svom putovanju u Švicarsku, 1816., Mary Shelley je odsjela u blizini tog sela.

## Filmska adaptacija
Prvi film o Frankensteinu je snimljen 1910. Najčuvenija je filmska adaptacija iz 1931. Uz brojna ambiciozna djela i jeftine filmske serijale, snimljeno je i nekoliko filmskih parodija.

### Poznatiji filmski prikazi
- Frankenstein (1931.)
- Frankensteinova nevjesta (1935.)
- Abbott i Costello susreću Frankensteina (1948.)
- Mladi Frankenstein (1974.)
- Frankenstein (1994.)